# لينكولنشاير خدمة الطوارئ الطوعية
لينكولنشاير خدمة الطوارئ الطوعية المتكاملة. اسمها الشائع (LIVES) هي منضمة خيرية يعمل فيها طاقم من المتطوعين يقدمون خدمات الاسعافات الاولية، تعمل جانباً لدى خدمه سيارات الإسعاف في East Midlands لتزود مهارات القيادات والرعاية الحثيثة والاستجابات الفورية للعاملين فيها، تعمل تحت هيئة التنسيق الوطنية لرعاية الاسعافات قبل المستشفى (الجمعية البريطانية للرعاية الفورية) وتعتبر livesخدمة مزودة ومسجلة لرعاية الصحة ولديها لجنة لظبط جودة الرعاية.

## التاريخ
خلال سنه 1970 اثنان من اطباء لينكولنشاير د ميشال كوبر من (نيتلهام) ودكتور ريتشارد. هاربرسميث من (تيتغورد) ابتكر مفهوم lives. تم عقد اجتماع مفتوح حضر فيه أكثر من مئة طبيب للمحللين المتحمسين لفكره الحذمة.
كان الهدف الرئيسي هو تقديم المساعدة الطبيه الطارئة من الخبراء. لضحايا الحادث المروري وحالات الصدمة. الأخرى على مدار لينكولنشاير
في الأصل lives لم يكن لديه اموال والاطباء المنضمين جلبوا أجهزتهم الخاصة معهم، بعد مرزر السنوات. قامت مؤسسات وشركات بإعطائهم. نقود تم انفاقها على إنشاء نظام التواصل اللاسلكي لتحسين كفائه الإتصال.تم تقديم مزيج من الهواتف. واجهزة الراديو ثنائيه الاتجاه مع إرسال تقديم في تيتلهام.
في عام 1974 أصبح دكتور مايك كوبر مريض واستقال من منصبه واخذ الطبيب ريتشارد هاربرسميث مكانه واكد الموقف في الاجتماع السنوي عام 1976
توفى الطبيب مايك كوبر عام 1976. في عام 1980 تم تثبيت اجهزه إرسال في بارتون واطسون وسليفورد توظف ثلاثة مشغليين بدوام جزئي بقيت الاتصالات محدودة وتوفر اجهزه إرسال اضافية من خلال المساهمة الخيرية، أصبح المجموع سبعة، تم توصيل كل جهاز إرسال بغرفة تحكم في مستشفى مقاطعة لينكولن عن طريق الهاتف الثابت وهذه كلفت 10000 الاف جنيه أسترالي في الإيجار.

## الحالية
المقر الرئيسي ل lives يوجد في وحده مكتبية مخصصة في (محكمه النبوع) في هورنكاسل، للينكولنشاير تم تزويد المعدات والتدريب وللدعم ى المكتب الرئيسي في مناطق المستجيب الأول بالإضافة يوفر المكتب الرئيسي حزم التدريب والدعم الطبي
ويبلع عدد الحالات التي يتعامل معها  المستجيب الأول في LIVES لأكثر من 1000 حادثة في الشهر ويكون المجموع السنوي في المنطقة حوالي 12000 حالة

## المتطوعين
يكلف متطوعو الأطباء في LIVES بالاستجابة لأخطر الحوادث في جميع أنحاء المقاطعة. يقدم أطباء LIVES مهارات رعاية حرجة محددة إلى بيئة ما قبل المستشفى، مما يعزز الرعاية الحالية على جانب الطريق. يستخدم أطباء LIVES إدارة متخصصة في مجرى الهواء بالإضافة إلى المهارات الجراحية وقادرين على استخدام الأدوية المتخصصة وتقنيات الإنعاش. يأتي أطباء LIVES من خلفيات متنوعة ولكنهم عادة من الممارسة العامة أو متخصصون في مجالات الرعاية الحرجة. يعيش الأطباء الحاليون، في حين يتم تشجيع المجندين الجدد على العمل من أجل الحصول على الدبلوم المطلوب في الرعاية الطبية الفورية.